# Masud Shah
 (mai 2025).
La mise en forme du texte ne suit pas les recommandations de Wikipédia : il faut le « wikifier ».
Les points d'amélioration suivants sont les cas les plus fréquents :
- Les titres sont pré-formatés par le logiciel. Ils ne sont ni en capitales, ni en gras.
- Le texte ne doit pas être écrit en capitales (les noms de famille non plus), ni en gras, ni en italique, ni en « petit »…
- Le gras n'est utilisé que pour surligner le titre de l'article dans l'introduction, une seule fois.
- L'italique est rarement utilisé : mots en langue étrangère, titres d'œuvres, noms de bateaux, etc.
- Les citations ne sont pas en italique mais en corps de texte normal. Elles sont entourées par des guillemets français : « et ».
- Les listes à puces sont à éviter, des paragraphes rédigés étant largement préférés. Les tableaux sont à réserver à la présentation de données structurées (résultats, etc.).
- Les appels de note de bas de page (petits chiffres en exposant, introduits par l'outil «  Source ») sont à placer entre la fin de phrase et le point final[comme ça].
- Les liens internes (vers d'autres articles de Wikipédia) sont à choisir avec parcimonie. Créez des liens vers des articles approfondissant le sujet. Les termes génériques sans rapport avec le sujet sont à éviter, ainsi que les répétitions de liens vers un même terme.
- Les liens externes sont à placer uniquement dans une section « Liens externes », à la fin de l'article. Ces liens sont à choisir avec parcimonie suivant les règles définies. Si un lien sert de source à l'article, son insertion dans le texte est à faire par les notes de bas de page.
- La présentation des références doit suivre les conventions bibliographiques. Il est recommandé d'utiliser les modèles {{Ouvrage}}, {{Chapitre}}, {{Article}}, {{Lien web}} et/ou {{Bibliographie}}. Le mode d'édition visuel peut mettre en forme automatiquement les références.
- Insérer une infobox (cadre d'informations à droite) n'est pas obligatoire pour parachever la mise en page.

Pour une aide détaillée, merci de consulter Aide:Wikification.
Si vous pensez que ces points ont été résolus, vous pouvez retirer ce bandeau et améliorer la mise en forme d'un autre article.
Ala-ud-Din Masood Shah bin Rukhuddin Firuz Shah bin Shamsuddin Iltumish fut le septième sultan du sultanat de Delhi.

## Biographie
Ala-ud-Din Masud-Shah régna de 1242 à 1246. Il était le petit-fils d'Iltutmish et le fils de Rukn-ud-Din Firuz Shah. En pratique, les nobles turcs, connus sous le nom des Quarante, détenaient tout le pouvoir réel, ne laissant à Masud-Shah que le titre de sultan. Un nouveau poste de Naib-i-Mamlikat fut rétabli et attribué à Malik Qutb-ud-Din Hasan, tandis que d'autres hautes fonctions furent également attribuées à des membres des Quarante. Le vizir, Muhazab-ud-Din, perdit son poste après un conflit avec ces nobles, et Balban devint Amir-Hajib, accumulant ainsi la majeure partie de l'autorité. Pendant ce temps, Tughra Khan, gouverneur du Bengale, fit sécession, ajouta le Bihar à son territoire et menaça même Avadh. Multan et Uch obtinrent également leur indépendance. En 1245, Saif-ud-Din Hasan Qarlagh envahit Multan, mais les Mongols arrivèrent peu après, le chassèrent et assiégèrent Uch. Lorsque le sultan Mahmud avança jusqu'au fleuve Beas, les Mongols mirent fin au siège et partirent. Finalement, Balban, Nasir-ud-din Mahmud et la mère de ce dernier conspirèrent pour renverser Masud-Shah. En juin 1246, Masud-Shah fut déposé et Nasir-ud-din Mahmud monta sur le trône.

## Sources
- (en) V. D. Mahajan, History of Medieval India, S. Chand Publishing, 2007 (ISBN 978-81-219-0364-6), p. 103-104